# Häherlinge
Die Häherlinge (Leiothrichidae) sind eine artenreiche Singvogelfamilie, die in Asien von Israel im Westen bis China, Taiwan und Borneo im Osten, sowie in verschiedenen Gebieten in Afrika vorkommt.

## Merkmale
Häherlinge sind kleine bis mittelgroße Singvögel von überwiegend bräunlicher Färbung. Bestimmte Gefiederpartien, an Kopf, Brust und Bauch können auch weiß, grau oder schwarz, seltener gelb, rot, grün oder blau gefärbt sein. Zwischen Männchen und Weibchen gibt es keine auffälligen Unterschiede in ihrer Färbung. Die Flügelspitzen sind abgerundet, der Schwanz ist relativ lang. Im Verhältnis zum Rumpf ist der Kopf relativ groß, der Hals ist kurz und dick. Beine und Füße sind mittelgroß, oft stämmig.

## Lebensraum und Lebensweise
Häherlinge leben in verschiedenen Habitaten, von mit Akazien bestandenen Savannen über offene Wälder bis zu dichten, tropischen Regenwäldern. Sie ernähren sich von Insekten und anderen Gliederfüßern, die großen Arten verzehren auch kleine Wirbeltiere. Die Arten der Gattungen Leiothrix und Turdoides nehmen auch Früchte, Samen und Nektar zu sich. Wirbellose werden vor allem auf dem Erdboden und in der Laubschicht oder auf Blättern und Zweigen gesucht.

## Fortpflanzung
Die meisten Arten der Häherlinge sind monogam und beide Geschlechter kümmern sich um Nestbau, Brutgeschäft und das Füttern der Jungvögel. Bei vielen Arten der Gattung Turdoides sind die Männchen aber polygyn und haben mehrere Weibchen hintereinander oder zwei Weibchen brüten zusammen in einem Nest. Die in der Regel in Sträuchern oder Bäumen errichteten Nester der Häherlinge sind offen und werden mit Moos oder Flechten getarnt. Das Gelege besteht aus 2 bis 6 Eiern, die bis zum Schlupf der Nestlinge 13 bis 17 Tage bebrütet werden. Größere Gelege gibt es meist in nördlichen Gebieten. Zwischen dem Schlupf und dem Flüggewerden der Jungvögel vergehen 9 bis 16 Tage, ausnahmsweise auch bis zu 21 Tage. Nachdem sie ausgeflogen sind, werden die Jungvögel noch einige Zeit weiter von den Eltern mit Nahrung versorgt, bei Arten mit kooperativer Brutpflege bis zu sechs Monate lang, bei den meisten anderen weniger als einen Monat lang.

## Systematik
Die verschiedenen Arten und Gattungen der Häherlinge wurden früher zu den Timalien (Timaliidae) gezählt. Heute bilden sie die Familie der Häherlinge, die schon im Jahr 1832 durch den englischen Ornithologen William Swainson eingeführt wurde. Häherlinge, Drosslinge (Pellorneidae) und Timalien bilden eine monophyletische Klade innerhalb der Singvogelüberfamilie Sylvioidea, die fast 30 Singvogelfamilien umfasst. Die früher in die Häherlinge gestellte Gattung Alcippe bildet seit 2019 eine eigenständige Familie, die Alcippeidae und sieben früher zu Alcippe gezählte Arten bilden seit 2019 die Gattung Schoeniparus innerhalb der Drosslinge.

## Gattungen und Arten
- Gattung Actinodura
  - Bändersiva (Actinodura strigula)

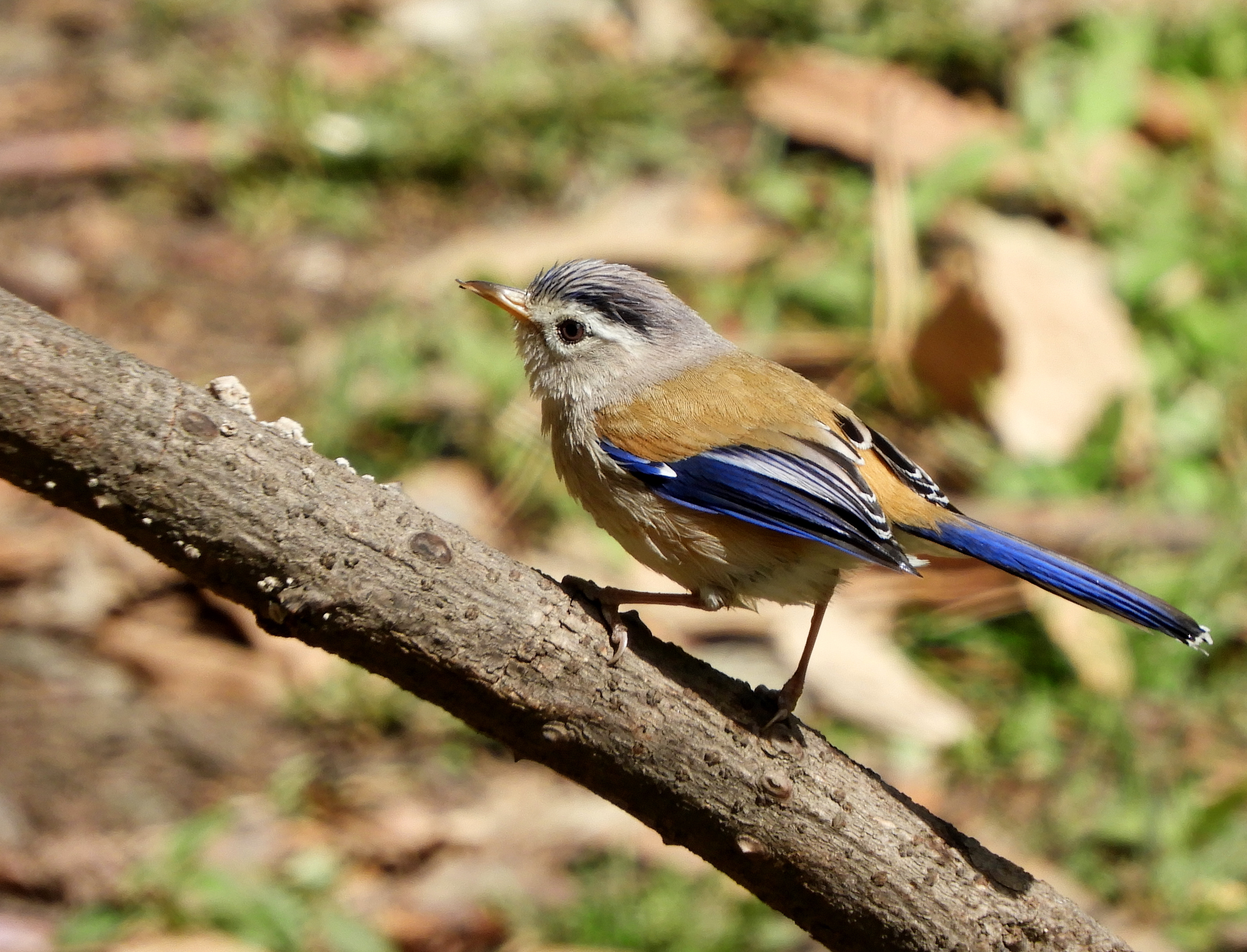
Blauflügelsiva (Actinodura cyanouroptera)

Malcolmdrosselhäherling (Argya malcolmi)

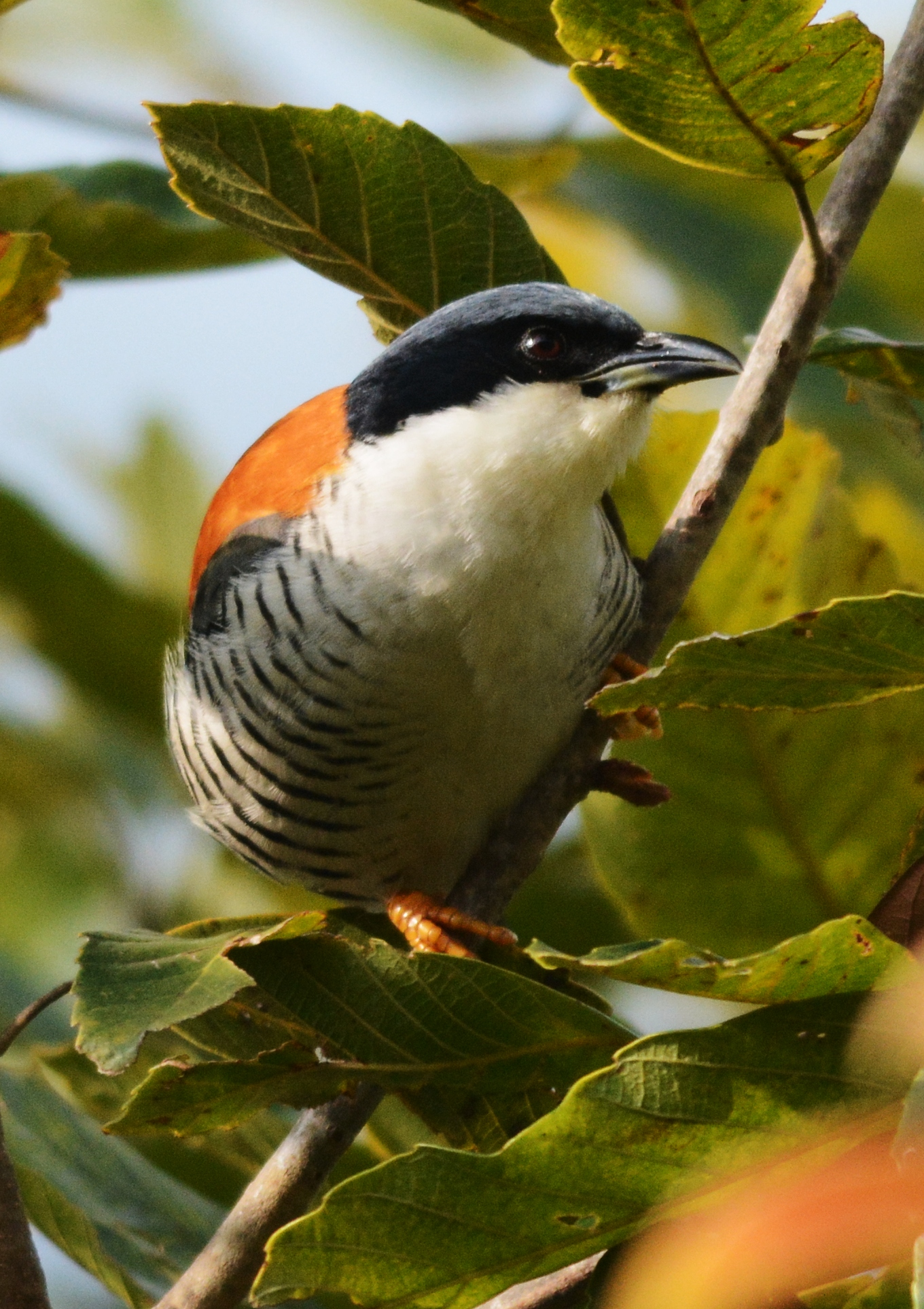
Himalajacutia (Cutia nipalensis)

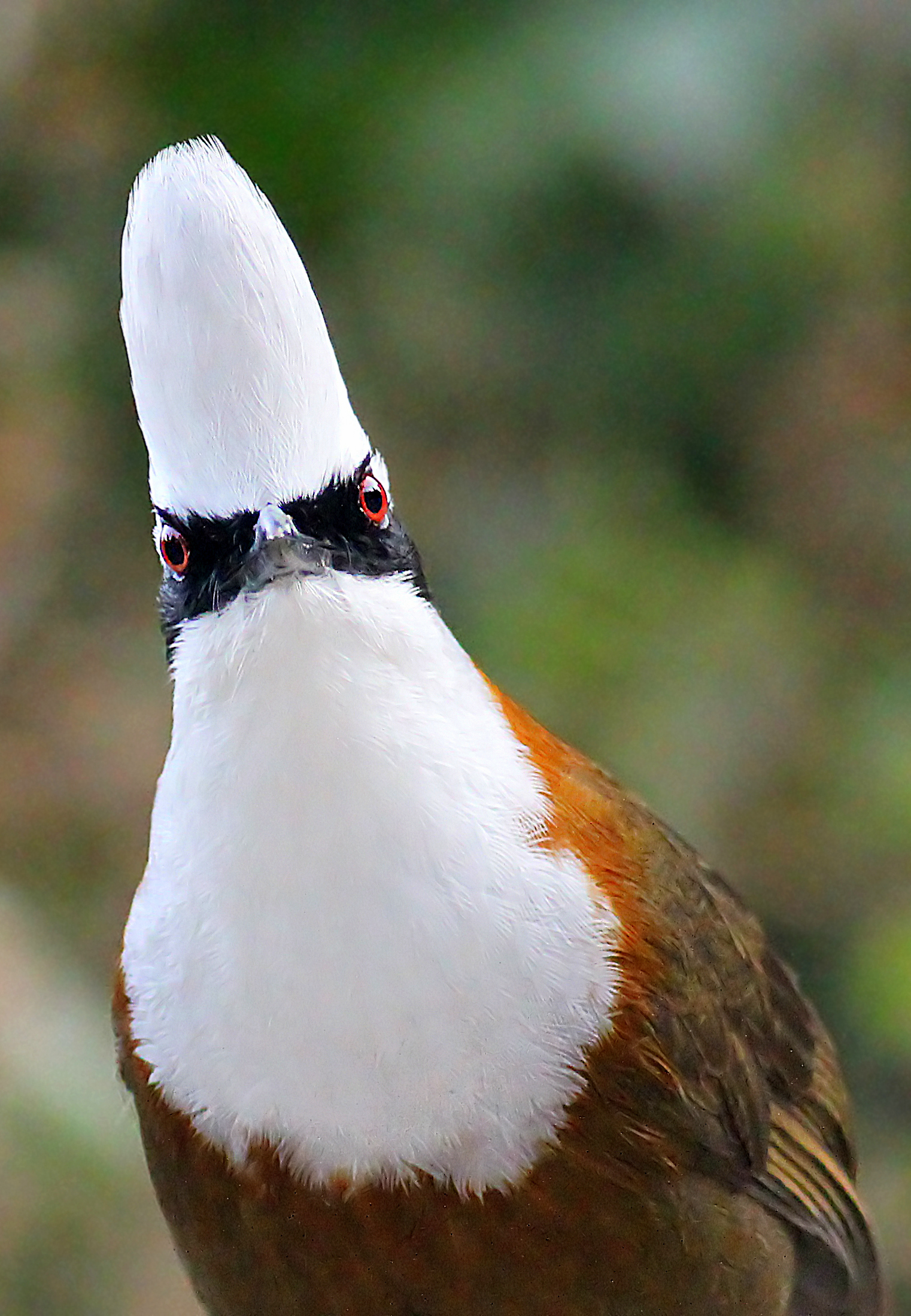
Weißhaubenhäherling (Garrulax leucolophus)

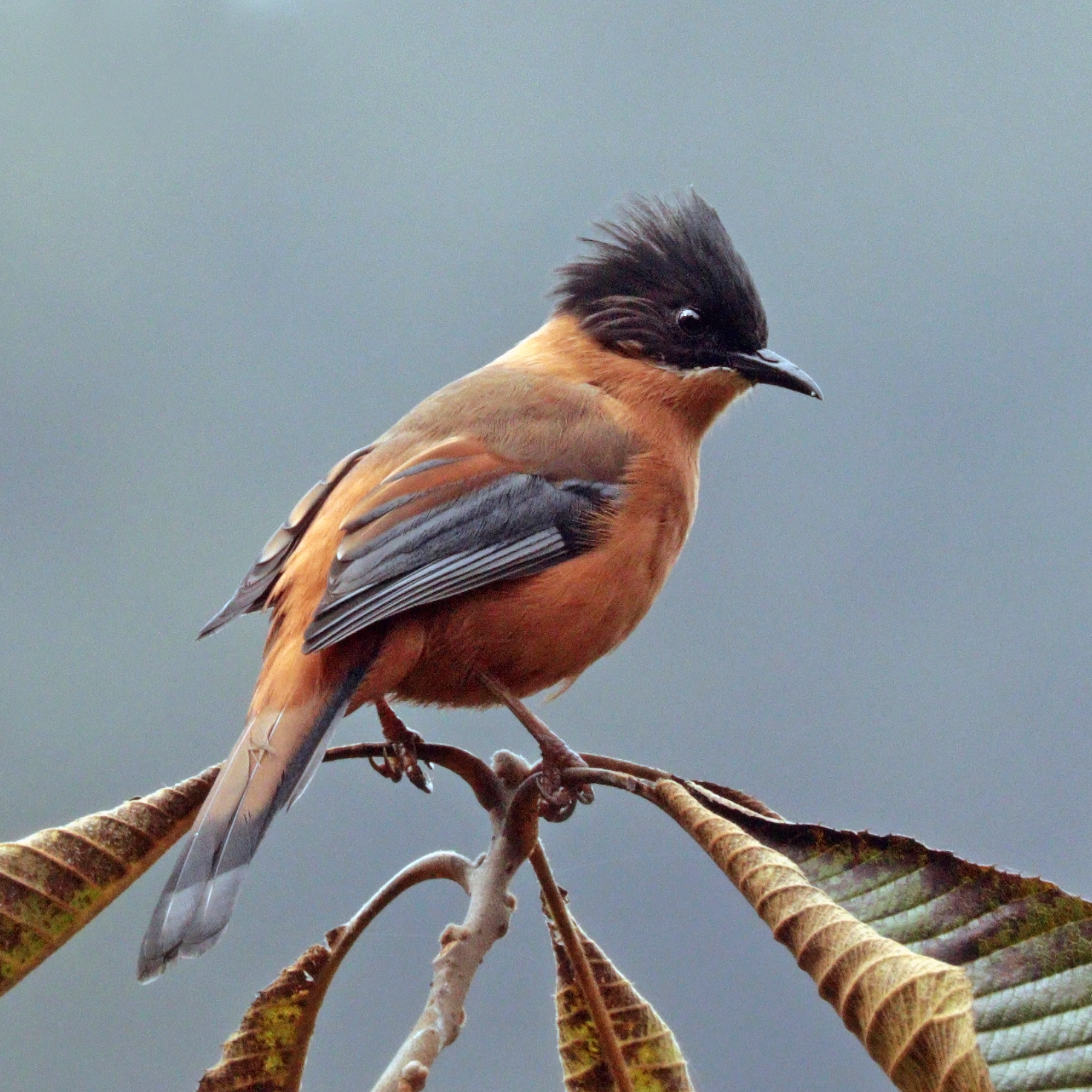
Schwarzkappensibia (Heterophasia capistrata)

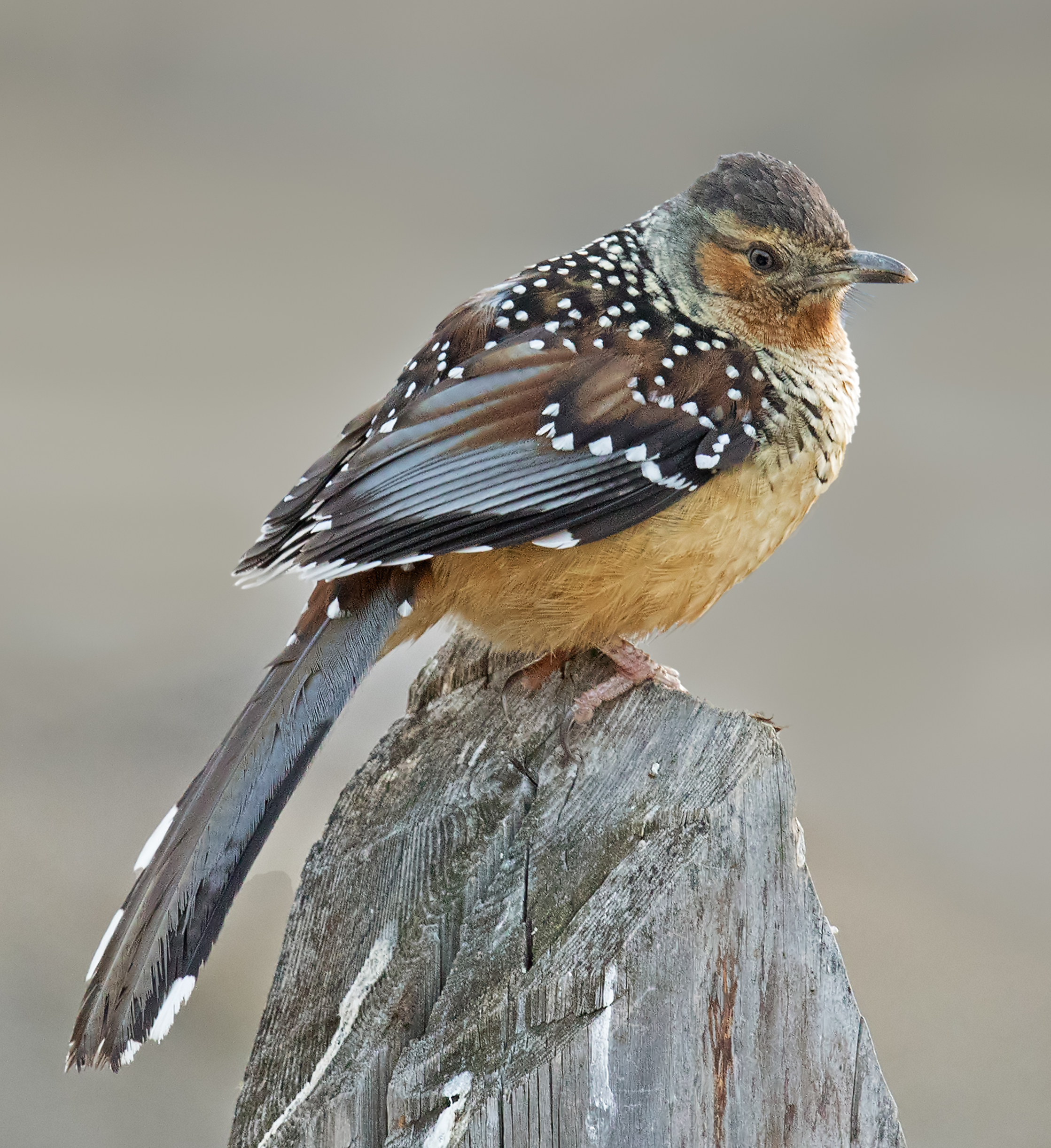
Riesenhäherling (Ianthocincla maxima)

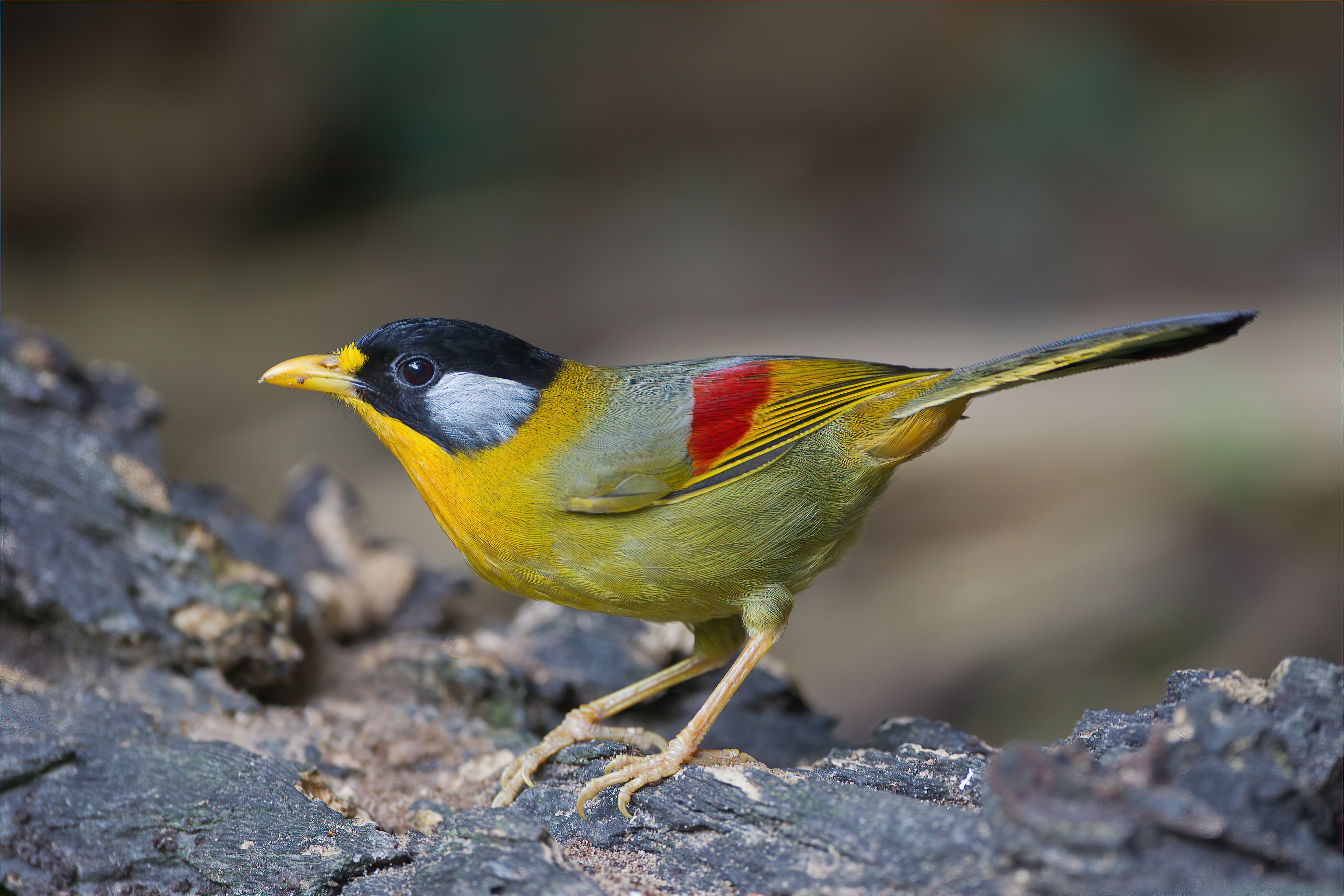
Silberohr-Sonnenvogel (Leiothrix argentauris)

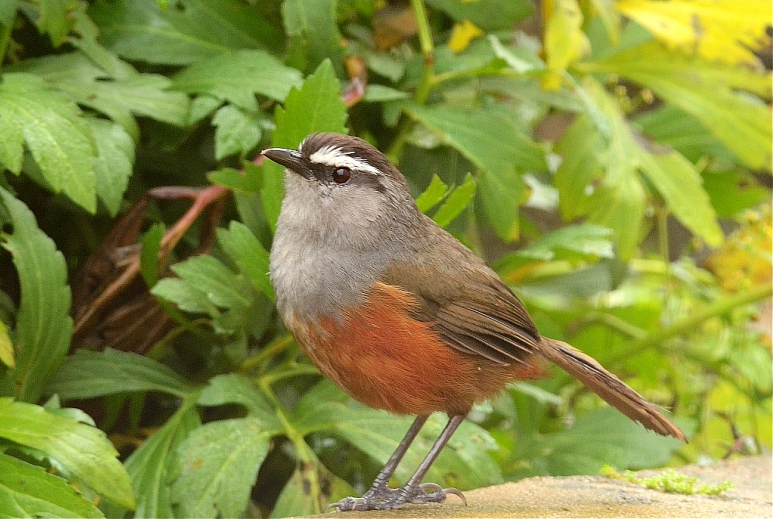
Flötenhäherling (Montecincla fairbanki)

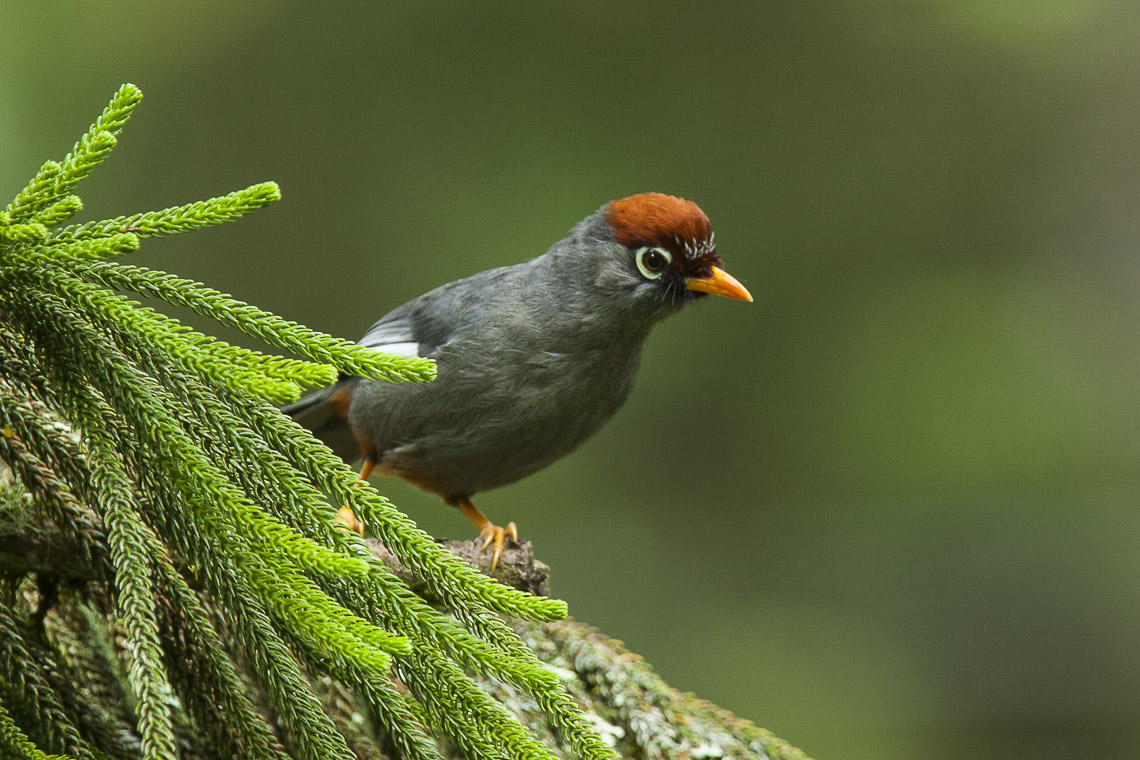
Spiegelhäherling (Pterorhinus mitratus)

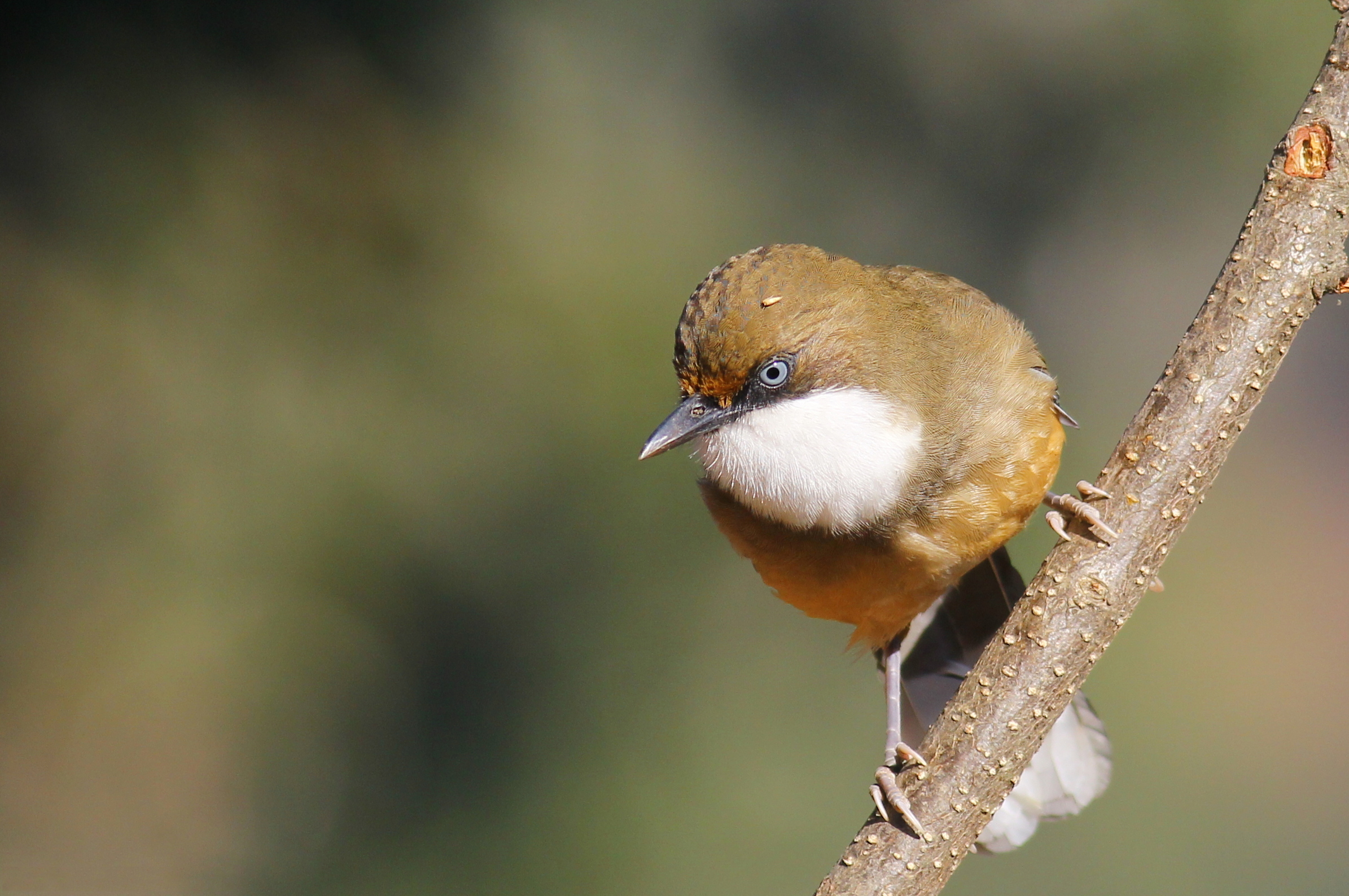
Weißkehlhäherling (Pterorhinus albogularis)

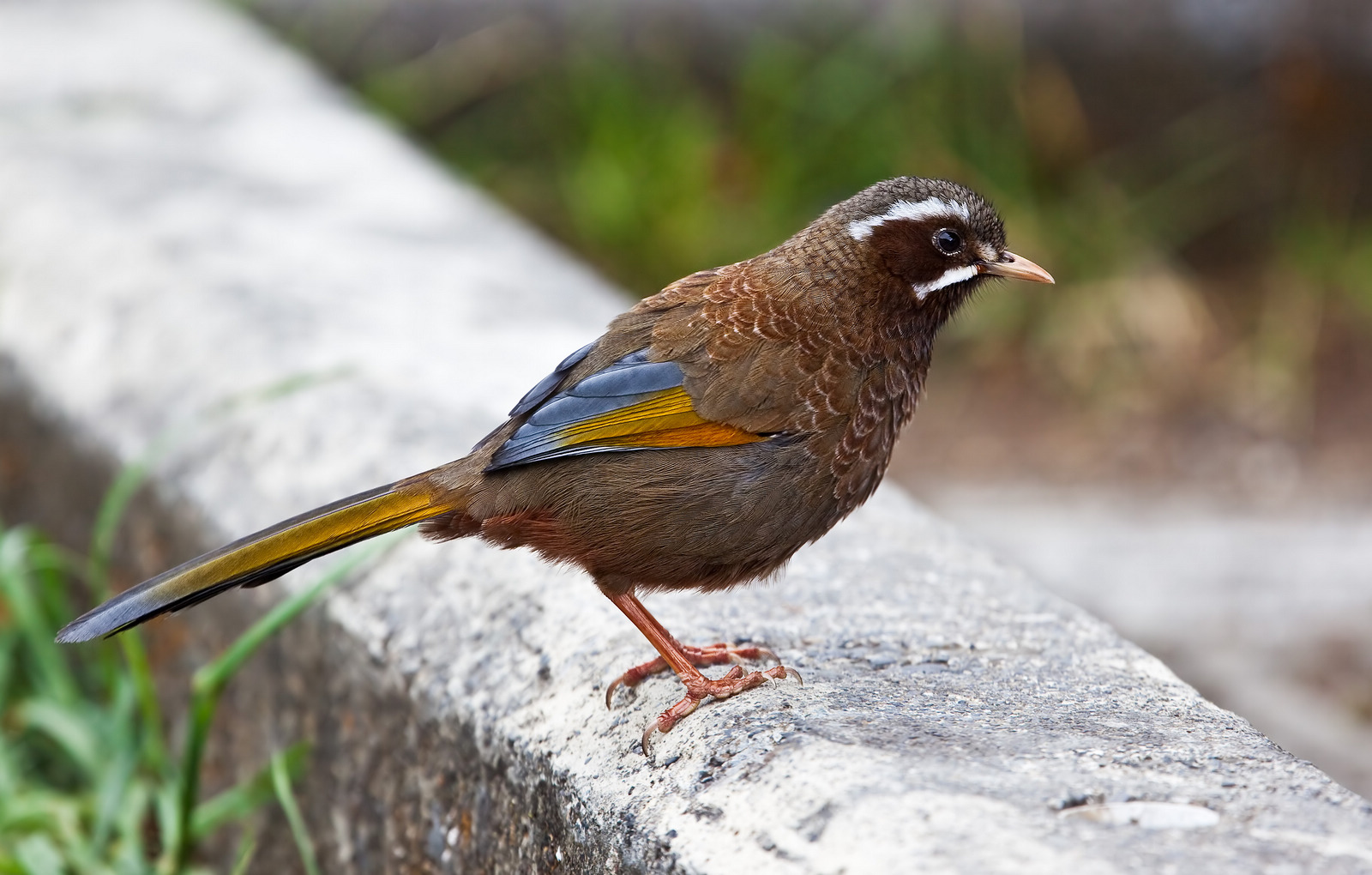
Weißbarthäherling (Trochalopteron morrisonianum)

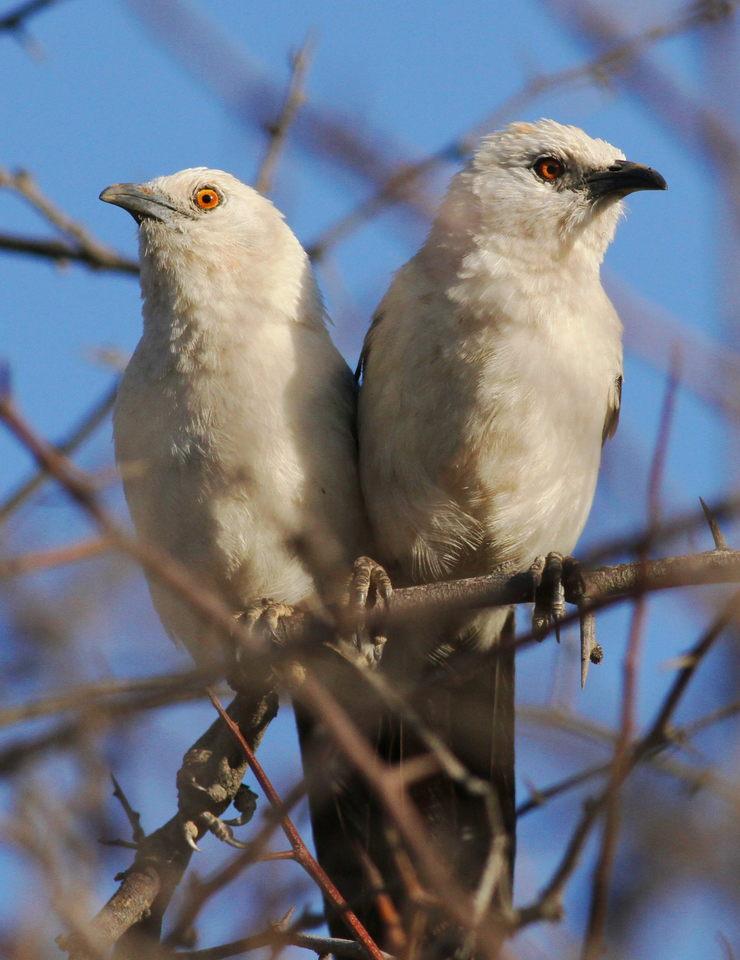
Elsterdrosselhäherling (Turdoides bicolor)

  - Brillenmeisenhäherling (Actinodura ramsayi)
  - Roststirn-Meisenhäherling (Actinodura egertoni)
  - Blauflügelsiva (Actinodura cyanouroptera)
  - Nepalmeisenhäherling (Actinodura nipalensis)
  - Schwarzscheitel-Meisenhäherling (Actinodura sodangorum)
  - Tonkinmeisenhäherling (Actinodura souliei)
  - Waldenmeisenhäherling (Actinodura waldeni)
  - Taiwanmeisenhäherling (Actinodura morrisoniana)
- Gattung Argya
  - Malcolmdrosselhäherling (Argya malcolmi)
  - Graustirnhäherling (Argya cinereifrons)
  - Graudrosselhäherling (Argya squamiceps)
  - Akaziendrosselhäherling (Argya fulva)
  - Burmadrosselhäherling (Argya gularis)
  - Stricheldrosselhäherling (Argya earlei)
  - Rieddrosselhäherling (Argya altirostris)
  - Langschwanz-Drosselhäherling (Argya caudata)
  - Afghanistandrosselhäherling (Argya huttoni)
  - Heuglindrosselhäherling (Argya rubiginosa)
  - Schuppenbrust-Drosselhäherling (Argya aylmeri)
  - Gelbschnabel-Drosselhäherling (Argya affinis)
  - Dschungeldrosselhäherling (Argya striata)
  - Orangeschnabel-Drosselhäherling (Argya rufescens)
  - Schlankschnabel-Drosselhäherling (Argya longirostris)
  - Orangebauch-Drosselhäherling (Argya subrufa)
- Gattung Cutia
  - Himalajacutia (Cutia nipalensis)
  - Wellenbauchcutia (Cutia legalleni)
- Gattung Garrulax
  - Lätzchenhäherling (Garrulax monileger)
  - Rotstirnhäherling (Garrulax rufifrons)
  - Weißhaubenhäherling (Garrulax leucolophus)
  - Kapuzenhäherling (Garrulax milleti)
  - Schwarzweißhäherling (Garrulax bicolor)
  - Weißhalshäherling (Garrulax strepitans)
  - Kardamomhäherling (Garrulax ferrarius)
  - Maeshäherling (Garrulax maesi)
  - Rotwangenhäherling (Garrulax castanotis)
  - Schieferhäherling (Garrulax palliatus)
  - Augenbrauenhäherling (Garrulax canorus)
  - Taiwanhäherling (Garrulax taewanus)
  - Fleckenhäherling (Garrulax merulinus)
  - Orangebrusthäherling (Garrulax annamensis)
  - Trauerhäherling (Garrulax lugubris)
  - Kahlkopfhäherling (Garrulax calvus)
- Gattung Grammatoptila
  - Streifenbülbülhäherling (Grammatoptila striata)
- Gattung Heterophasia
  - Schwarzkopfsibia (Heterophasia desgodinsi)
  - Grausibia (Heterophasia gracilis)
  - Prachtsibia (Heterophasia pulchella)
  - Schwarzkappensibia (Heterophasia capistrata)
  - Weißohrsibia (Heterophasia auricularis)
  - Langschweifsibia (Heterophasia picaoides)
  - Schwarzrückensibia (Heterophasia melanoleuca)
- Gattung Ianthocincla
  - Waldhäherling (Ianthocincla ocellata)
  - Riesenhäherling (Ianthocincla maxima)
  - Wellenhäherling (Ianthocincla lunulata)
  - Perlenhäherling (Ianthocincla bieti)
  - Kansuhäherling (Ianthocincla sukatschewi)
  - Grauflügelhäherling (Ianthocincla cineracea)
  - Rostkinnhäherling (Ianthocincla rufogularis)
  - Kastanienohrhäherling (Ianthocincla konkakinhensis)
- Gattung Laniellus
  - Grauscheitel-Würgerhäherling ( Laniellus langbianis)
  - Fleckenwürgerhäherling ( Laniellus albonotatus)
- Gattung Leioptila
  - Rotrückensibia (Leioptila annectens)
- Gattung Leiothrix
  - Sonnenvogel (Leiothrix lutea)
  - Silberohr-Sonnenvogel (Leiothrix argentauris)
- Gattung Liocichla
  - Karminflügel-Bunthäherling (Liocichla phoenicea)
  - Taiwanbunthäherling (Liocichla steerii)
  - Rotgesicht-Bunthäherling (Liocichla ripponi)
  - Omeibunthäherling (Liocichla omeiensis)
  - Bugunbunthäherling (Liocichla bugunorum)
- Gattung Minla
  - Rotschwanzminla (Minla ignotincta)
- Gattung Montecincla
  - Zimtbrusthäherling (Montecincla cachinnans)
  - Jerdonhäherling (Montecincla jerdoni)
  - Flötenhäherling (Montecincla fairbanki)
  - Graubrusthäherling (Montecincla meridionalis)
- Gattung Pterorhinus
  - Rothalshäherling (Pterorhinus ruficollis)
  - Rotnackenhäherling (Pterorhinus nuchalis)
  - Weißohrhäherling (Pterorhinus chinensis)
  - Spiegelhäherling (Pterorhinus mitratus)
  - Kastanienkappenhäherling (Pterorhinus treacheri)
  - Schwarzohrhäherling (Pterorhinus vassali)
  - Gelbbauchhäherling (Pterorhinus galbanus)
  - Blaukappenhäherling (Pterorhinus courtoisi)
  - Roststeißhäherling (Pterorhinus gularis)
  - Rostflankenhäherling (Pterorhinus delesserti)
  - Weißkehlhäherling (Pterorhinus albogularis)
  - Rotkappenhäherling (Pterorhinus ruficeps)
  - Davidhäherling (Pterorhinus davidi)
  - Brustbandhäherling (Pterorhinus pectoralis)
  - Rosthäherling (Pterorhinus poecilorhynchus)
  - Grauflankenhäherling (Pterorhinus caerulatus)
  - Ockerhäherling (Pterorhinus berthemyi)
  - Bartstreifhäherling (Pterorhinus lanceolatus)
  - Victoriahäherling (Pterorhinus woodi)
  - Großhäherling (Pterorhinus waddelli)
  - Koslowhäherling (Pterorhinus koslowi)
  - Weißwangenhäherling (Pterorhinus sannio)
  - Maskenhäherling (Pterorhinus perspicillatus)
- Gattung Trochalopteron
  - Braunkappenhäherling (Trochalopteron austeni)
  - Goldschuppenhäherling (Trochalopteron subunicolor)
  - Borstenhäherling (Trochalopteron lineatum)
  - Weißschafthäherling (Trochalopteron virgatum)
  - Blauflügelhäherling (Trochalopteron squamatum)
  - Buntflügelhäherling (Trochalopteron variegatum)
  - Schwarzscheitelhäherling (Trochalopteron affine)
  - Elliothäherling (Trochalopteron elliotii)
  - Prinzenhäherling (Trochalopteron henrici)
  - Weißbarthäherling (Trochalopteron morrisonianum)
  - Rotscheitelhäherling (Trochalopteron erythrocephalum)
  - Halsbandhäherling (Trochalopteron yersini)
  - Rotschwanzhäherling (Trochalopteron milnei)
  - Prachthäherling (Trochalopteron formosum)
  - Braunhäherling (Trochalopteron imbricatum)
  - Assamhäherling (Trochalopteron chrysopterum)
  - Silberohrhäherling (Trochalopteron melanostigma)
  - Goldflügelhäherling (Trochalopteron ngoclinhense)
  - Malaienhäherling (Trochalopteron peninsulae)
- Gattung Turdoides
  - Sudandrosselhäherling (Turdoides plebejus)
  - Nacktwangen-Drosselhäherling (Turdoides gymnogenys)
  - Weißstrichel-Drosselhäherling (Turdoides jardineii)
  - Schuppendrosselhäherling (Turdoides squamulata)
  - Weißbürzel-Drosselhäherling (Turdoides leucopygia)
  - Weißkopf-Drosselhäherling (Turdoides leucocephala)
  - Weißaugen-Drosselhäherling (Turdoides reinwardtii)
  - Uferdrosselhäherling (Turdoides tenebrosa)
  - Elsterdrosselhäherling (Turdoides bicolor)
  - Zweifarb-Drosselhäherling (Turdoides hypoleuca)
  - Schwarzzügel-Drosselhäherling (Turdoides sharpei)
  - Schwarzgesicht-Drosselhäherling (Turdoides melanops)
  - Hartlaubdrosselhäherling (Turdoides hartlaubii)
  - Hindedrosselhäherling (Turdoides hindei)
  - Nepaldrosselhäherling (Turdoides nipalensis)
  - Kamerundrosselhäherling (Turdoides gilberti)
  - Ruandadrosselhäherling (Turdoides rufocinctus)
  - Kongodrosselhäherling (Turdoides chapini)
  - Kapuzinerdrosselhäherling (Turdoides atripennis)

## Belege
1. 1 2 3 4 5  David W. Winkler, Shawn M. Billerman, Irby J. Lovette: Bird Families of the World: A Guide to the Spectacular Diversity of Birds. Lynx Edicions (2015), ISBN 978-8494189203. Seite 458–460.
2. ↑  Per Alström, Per G. P. Ericson, Urban Olsson, Per G. P. Sundberg: Phylogeny and classification of the avian superfamily Sylvioidea. In: Molecular Phylogenetics and Evolution. Band 38, Nr. 2. CSIRO Publishing, 2006, S. 381–397, doi:10.1016/j.ympev.2005.05.015 (sciencedirect.com).
3. ↑  Magnus Gelang, Alice Cibois, Eric Pasquet, Urban Olsson, Per Alström, Per G. P Ericson: Phylogeny of babblers (Aves, Passeriformes): major lineages, family limits and classification. Zoologica Sripta, April 2009, doi: 10.1111/j.1463-6409.2008.00374.x
4. ↑  Tianlong Cai, Alice Cibois, Per Alström, Robert G. Moyle, Jonathan D. Kennedy, Shimiao Shao, Ruiying Zhang, Martin Irestedt, Per G. P. Ericson, Magnus Gelang, Yanhua Qu, Fumin Lei, Jon Fjeldså: Near-complete phylogeny and taxonomic revision of the world’s babblers (Aves: Passeriformes). Molecular Phylogenetics and Evolution, Volume 130, Januar 2019, Seite 346–356, doi: 10.1016/j.ympev.2018.10.010, PDF